# Frederik Wilmann
Frederik Wilmann (Viggja, 17 juli 1985) is een Noors voormalig wielrenner die onder andere uitkwam voor Team Ringeriks-Kraft. Eerder reed hij voor onder meer Joker-Bianchi en Skil-Shimano. Wilmann werd in 2007 Noors kampioen op de weg bij de beloften.
Hij is de zoon van oud-wielrenner Jostein Wilmann.

## Belangrijkste overwinningen
2007
 Noors kampioen op de weg, Beloften
2008
7e etappe Ronde van Bretagne
2009
1e etappe Ronde van de Elzas
Eindklassement Mi-Août en Bretagne
2011
Rogaland GP
Wielerploegen van Frederik Wilmann
Chaigneau ·
Cornu ·
Curvers ·
De Backer ·
Deroo ·
Docker ·
Doi ·
Feng ·
Geniez ·
Geschke ·
Goesinnen ·
Houanard ·
Huguet ·
van Hummel ·
Hupond ·
Ji · 
Jin ·
de Kort ·
Rooijakkers ·
Timmer ·
Veelers · 
Vissers · 
Wagner ·
Wilmann ·
Damuseau (stagiair) ·
van Zandbeek (stagiair)